# 누룩

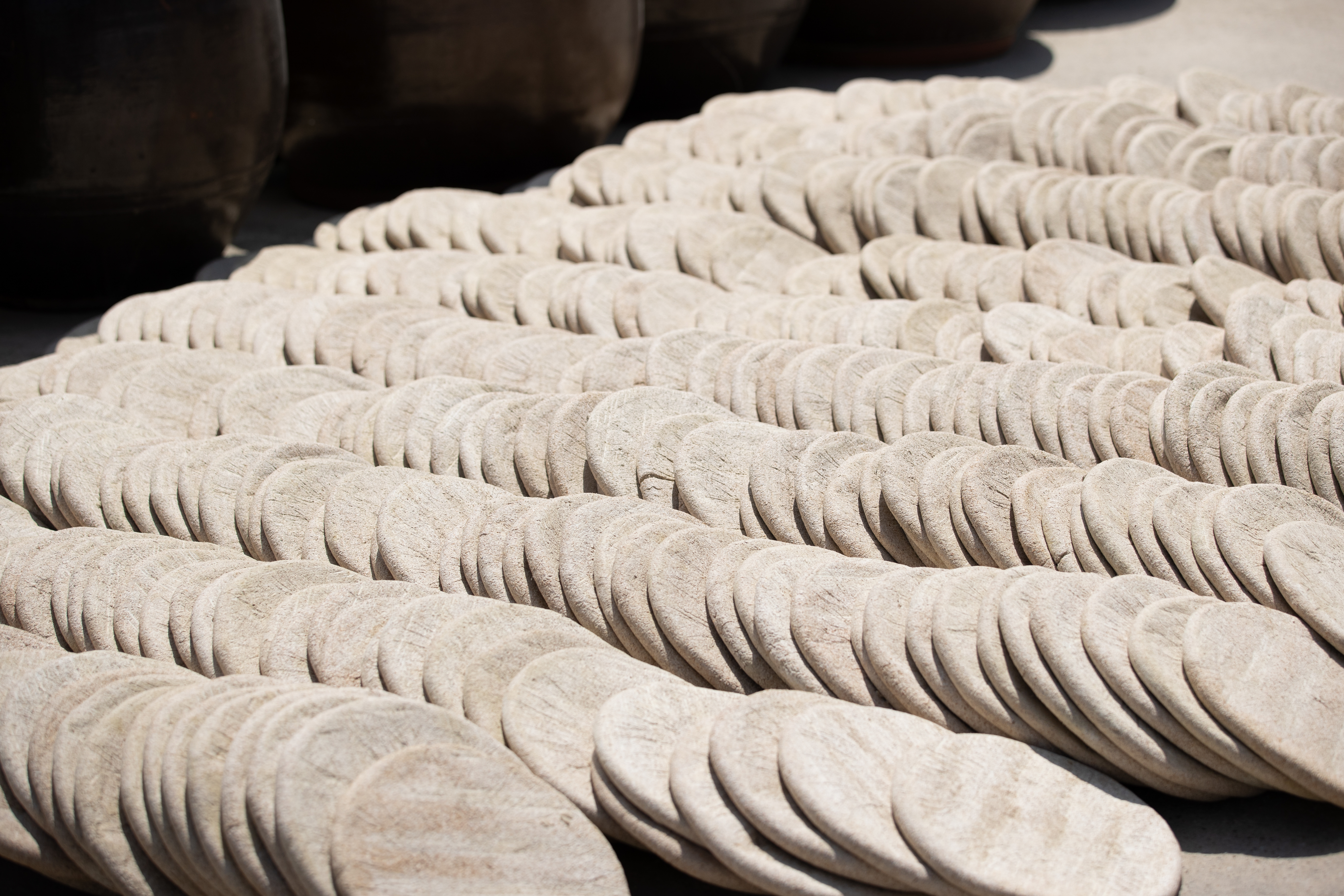
누룩

누룩은 전통적인 방법으로 술을 빚는 데 쓰는 발효제로, 밀이나 찐 콩 등 곡류를 띄워 누룩곰팡이를 번식시켜 만든다. 보통 밀을 이용하나, 쌀 등 다른 곡물을 이용하는 경우도 많다. 누룩곰팡이는 빛깔에 따라 누룩곰팡이(황국균; Aspergillus oryzae), 검은곰팡이(흑국균; Aspergillus niger), 붉은누룩곰팡이(홍국균; Monascus anka, M. purpureus, M. barkeri 등) 등이 있는데 막걸리나 청주에 쓰이는 것은 주로 황국균이다. 대형주조장에서는 맛의 일관성을 유지하기 위하여 특정 종류의 백국균을 사용한다. 주로 곡물양조주제작에 쓰인다. 밀과 지푸라기를 섞어서 발효하며, 초산균이 먼저 번식하여 잡균이 제거된 후 누룩곰팡이가 번식하는 것이 이상적이다.

## 특징
형태에 따라서는 곡물을 가루 낸 다음 뭉쳐서 만드는 병국(餠麯)과 곡물의 낟알이나 곡분으로 만드는 산국(散麯) 등으로 구분하며, 재료에 따라서는 밀가루로 만드는 분국(粉麯), 밀과 밀기울을 섞어서 만드는 조국(粗麯) 등으로 나뉜다. 제조시기에 따라서도 다른데, 제조시기에 따라 춘국(春麯)·하국(夏麯)·절국(節麯)·동국(冬麯) 등으로 불린다.